# Камйонка (Велюнський повіт)
Камйонка (пол. Kamionka) — село в Польщі, у гміні Понтнув Велюнського повіту Лодзинського воєводства.
Населення — 580 осіб (2011).
У 1975-1998 роках село належало до Серадзького воєводства.

## Демографія
Демографічна структура станом на 31 березня 2011 року:
|          | Загалом | Допрацездатний вік | Працездатний вік | Постпрацездатний вік |
| -------- | ------- | ------------------ | ---------------- | -------------------- |
| Чоловіки | 285     | 64                 | 197              | 24                   |
| Жінки    | 295     | 54                 | 168              | 73                   |
| Разом    | 580     | 118                | 365              | 97                   |